# Whitestone River (Porcupine River)
Der Whitestone River (in der Sprache der Gwichʼin: Sheihveenjik) ist der rechte Quellfluss des Porcupine River im kanadischen Yukon-Territorium.

## Verlauf
Der Whitestone River entspringt zentral in den Nahoni Mountains. Er durchfließt das Porcupine Plateau, anfangs über eine Strecke von 35 km in nördlicher Richtung. Anschließend macht der Fluss eine scharfe Biegung nach Osten und Nordosten und verlässt das Gebirge. Später wendet sich der Whitestone River nach Nordnordwest. Bei der Einmündung des Chance Creek liegt die Siedlung Whitestone Village. Weitere 10 km nördlich davon vereinigt sich der Whitestone River mit dem Miner River zum Porcupine River. Der Whitestone River hat eine Länge von etwa 180 km. Er entwässert ein Areal von über 6730 km². Der mittlere Abfluss beträgt 37 m³/s.  